# Arbatskaja (Arbatsko–Pokrovskajalinjen)
Arbatskaja (ryska: Арба́тская) är en tunnelbanestation på Arbatsko–Pokrovskaja-linjen i Moskvas tunnelbana. Stationen ligger vid den östra ändan av turistgatan Arbat.
Arbatskaja byggdes 1953 samtidigt som Smolenskaja och Kijevskaja. Den gamla stationen skadades 1941 i en tysk bombattack och ersattes av en mycket djupare station (41 m), som också skulle fungera som skyddsrum. För att som skyddsrum kunna rymma så många människor som möjligt byggdes stationen mycket stor, och Arbatskaja har den näst längsta plattformen i hela systemet (cirka 250 meter).